# Nordamerikanska mästerskapet i volleyboll för damer 2019
Nordamerikanska mästerskapet 2019 i volleyboll för damer hölls mellan 8 och 13 oktober 2019 i Puerto Rico. Det var den 26:e upplagan av tävlingen och åtta landslag från NORCECAs medlemsförbund deltog. Dominikanska republiken vann tävlingen för andra gången genom att besegra USA i finalen. Brayelin Martínez, Dominikanska republiken utsågs till mest värdefulla spelare, medan Andrea Rangel, Mexiko, var främsta poängvinnare. Tävlingen genomfördes i Coliseo Roberto Clemente, San Juan, Puerto Rico, en arena öppnad 1973 med en kapacitet på 15 000 åskådare.

## Regelverk
Tävlingen genomfördes i två omgångar.
- Lagen spelade först ett gruppspel där alla mötte alla i respektive grupp.
- Därefter följe ett cupspel, segraren i varje grupp gick direkt till semifinal medan tvåan och trean i varje grupp spelade kvartsfinal. De förlorande lagen i kvartsfinalerna spelade en match om femteplatsen och de förlorande lagen i semifinalerna spelade en match om tredjeplatsen.

### Metod för att bestämma tabellplacering
I gruppspelet gällde att om slutresultatet var 3-0, tilldelades det vinnande laget 5 poäng och det förlorande laget 0 poäng, om slutresultatet var 3-1 var istället fördelningen 4 respektive 1 poäng och om slutresultatet var 3-2 var fördelningen 3 respektive två poäng. Placeringen i gruppen bestämdes av i tur och ordning:
- Antal vunna matcher
- Poäng
- Kvot vunna/förlorade set
- Kvot vunna/förlorade bollpoäng
- Inbördes möte

## Deltagande lag
| Lag                     | Turnering | Deltog senast                                                  |
| ----------------------- | --------- | -------------------------------------------------------------- |
| Kanada                  | -         | / Kanada, Dominikanska republiken och Trinidad och Tobago 2017 |
| Costa Rica              | -         | / Kanada, Dominikanska republiken och Trinidad och Tobago 2017 |
| Kuba                    | -         | / Kanada, Dominikanska republiken och Trinidad och Tobago 2017 |
| Mexiko                  | -         | / Kanada, Dominikanska republiken och Trinidad och Tobago 2017 |
| Puerto Rico             | Värdland  | / Kanada, Dominikanska republiken och Trinidad och Tobago 2017 |
| Dominikanska republiken | -         | / Kanada, Dominikanska republiken och Trinidad och Tobago 2017 |
| USA                     | -         | Mexico 2015                                                    |
| Trinidad och Tobago     | -         | / Kanada, Dominikanska republiken och Trinidad och Tobago 2017 |

## Turneringen

### Gruppspelsfasen
| Grupp A     | Grupp B                 |
| ----------- | ----------------------- |
| Kanada      | Mexiko                  |
| Costa Rica  | Dominikanska republiken |
| Kuba        | USA                     |
| Puerto Rico | Trinidad och Tobago     |

#### Grupp A

##### Resultat
| oktober 2019 Coliseo Roberto Clemente, San Juan Speltid: 1h:33 - Åskådare: 100   | Kanada      | 3 - 1 | Kuba       | 25-16, 22-25, 25-17, 25-14 |
| oktober 2019 Coliseo Roberto Clemente, San Juan Speltid: 1h:03 - Åskådare: 350   | Puerto Rico | 3 - 0 | Costa Rica | 25-8, 25-14, 25-13         |
| oktober 2019 Coliseo Roberto Clemente, San Juan Speltid: 1h:05 - Åskådare: 100   | Kanada      | 3 - 0 | Costa Rica | 25-20, 25-8, 25-13         |
| oktober 2019 Coliseo Roberto Clemente, San Juan Speltid: 1h:16 - Åskådare: 1 000 | Puerto Rico | 3 - 0 | Kuba       | 25-15, 25-9, 25-18         |
| oktober 2019 Coliseo Roberto Clemente, San Juan Speltid: 1h:06 - Åskådare: 75    | Costa Rica  | 0 - 3 | Kuba       | 17-25, 15-25, 16-25        |
| oktober 2019 Coliseo Roberto Clemente, San Juan Speltid: 1h:27 - Åskådare: 2 500 | Puerto Rico | 3 - 0 | Kanada     | 25-23, 25-22, 25-18        |

##### Sluttabell
| Pos. | Lag         | Pt | M | V | F | SV | SF | Kvot  | PV  | PF  | Kvot  |
| ---- | ----------- | -- | - | - | - | -- | -- | ----- | --- | --- | ----- |
| 1    | Puerto Rico | 15 | 3 | 3 | 0 | 9  | 0  | MAX   | 225 | 140 | 1,607 |
| 2    | Kanada      | 9  | 3 | 2 | 1 | 6  | 4  | 1,500 | 235 | 188 | 1,250 |
| 3    | Kuba        | 6  | 3 | 1 | 2 | 4  | 6  | 0,666 | 189 | 220 | 0,859 |
| 4    | Costa Rica  | 0  | 3 | 0 | 3 | 0  | 9  | 0,000 | 124 | 225 | 0,551 |

      Kvalificerade för semifinal.
      Kvalificerade för kvartsfinal.

#### Grupp B

##### Resultat
| oktober 2019 Coliseo Roberto Clemente, San Juan Speltid: 0h:54 - Åskådare: 150   | USA                     | 3 - 0 | Trinidad och Tobago     | 25-8, 25-7, 25-7    |
| oktober 2019 Coliseo Roberto Clemente, San Juan Speltid: 1h:11 - Åskådare: ?     | Dominikanska republiken | 3 - 0 | Mexiko                  | 26-24, 25-11, 25-14 |
| oktober 2019 Coliseo Roberto Clemente, San Juan Speltid: 0h:57 - Åskådare: 125   | Dominikanska republiken | 3 - 0 | Trinidad och Tobago     | 25-7, 25-13, 25-9   |
| oktober 2019 Coliseo Roberto Clemente, San Juan Speltid: 1h:08 - Åskådare: 250   | USA                     | 3 - 0 | Mexiko                  | 25-8, 25-15, 25-14  |
| oktober 2019 Coliseo Roberto Clemente, San Juan Speltid: 1h:00 - Åskådare: 150   | Mexiko                  | 3 - 0 | Trinidad och Tobago     | 25-14, 25-7, 25-10  |
| oktober 2019 Coliseo Roberto Clemente, San Juan Speltid: 1h:16 - Åskådare: 1 800 | USA                     | 3 - 0 | Dominikanska republiken | 27-25, 25-17, 25-14 |

##### Sluttabell
| Pos. | Lag                     | Pt | M | V | F | SV | SF | Kvot  | PV  | PF  | Kvot  |
| ---- | ----------------------- | -- | - | - | - | -- | -- | ----- | --- | --- | ----- |
| 1    | USA                     | 15 | 3 | 3 | 0 | 9  | 0  | MAX   | 227 | 115 | 1,973 |
| 2    | Dominikanska republiken | 10 | 3 | 2 | 1 | 6  | 3  | 2,000 | 207 | 155 | 1,335 |
| 3    | Mexiko                  | 5  | 3 | 1 | 2 | 3  | 6  | 0,500 | 161 | 182 | 0,884 |
| 4    | Trinidad och Tobago     | 0  | 3 | 0 | 3 | 0  | 9  | 0,000 | 82  | 225 | 0,364 |

      Kvalificerade för semifinal.
      Kvalificerade för kvartsfinal.

### Slutspel
|  | Kvartsfinaler | Kvartsfinaler           | Kvartsfinaler |                         |    | Semifinaler | Semifinaler         | Semifinaler         |                     |        | Final | Final | Final |  |
|  |               |                         |               |                         |    |             |                     |                     |                     |        |       |       |       |  |
|  |               |                         |               |                         |    | 1B          | USA                 | 3                   |                     |        |       |       |       |  |
|  |               |                         |               |                         |    | 1B          | USA                 | 3                   |                     |        |       |       |       |  |
|  |               |                         | 2A            | Kanada                  | 0  |             |                     |                     |                     |        |       |       |       |  |
|  | 2A            | Kanada                  | 2A            | Kanada                  | 0  | 3           |                     |                     |                     |        |       |       |       |  |
|  | 2A            | Kanada                  |               |                         |    |             |                     |                     |                     |        |       |       |       |  |
|  | 3B            | Mexiko                  | 1             |                         |    |             |                     |                     |                     |        |       |       |       |  |
|  | 3B            | Mexiko                  | 1             |                         | 1B | USA         | 2                   |                     |                     |        |       |       |       |  |
|  |               |                         |               |                         |    |             |                     |                     |                     |        |       |       |       |  |
|  |               |                         | 2B            | Dominikanska republiken | 3  |             |                     |                     |                     |        |       |       |       |  |
|  |               |                         |               | Dominikanska republiken | 3  |             |                     |                     |                     |        |       |       |       |  |
|  |               |                         |               |                         |    |             |                     |                     |                     |        |       |       |       |  |
|  |               |                         |               |                         |    |             |                     |                     |                     |        |       |       |       |  |
|  |               | 1A                      | Puerto Rico   | 2                       |    |             | Match om tredjepris | Match om tredjepris | Match om tredjepris |        |       |       |       |  |
|  |               |                         |               | 2                       |    |             |                     |                     |                     |        |       |       |       |  |
|  |               |                         | 2B            | Dominikanska republiken | 3  |             |                     |                     |                     |        |       |       |       |  |
|  | 2B            | Dominikanska republiken | 2B            | Dominikanska republiken | 3  | 3           |                     |                     | 2A                  | Kanada | 3     |       |       |  |
|  | 2B            | Dominikanska republiken |               |                         |    |             |                     |                     | 2A                  | Kanada | 3     |       |       |  |
|  | 3A            | Kuba                    | 0             |                         |    | 1A          | Puerto Rico         | 0                   |                     |        |       |       |       |  |

#### Kvartsfinaler
| oktober 2019 Coliseo Roberto Clemente, San Juan Speltid: 1h:15 - Åskådare: 100 | Dominikanska republiken | 3 - 0 | Kuba   | 25-18, 25-11, 25-20        |
| oktober 2019 Coliseo Roberto Clemente, San Juan Speltid: 2h:06 - Åskådare: 200 | Kanada                  | 3 - 1 | Mexiko | 25-20, 29-31, 25-17, 25-20 |

#### Semifinaler
| oktober 2019 Coliseo Roberto Clemente, San Juan Speltid: 1h:15 - Åskådare: 1 500 | USA         | 3 - 0 | Kanada                  | 25-17, 25-16, 25-18              |
| oktober 2019 Coliseo Roberto Clemente, San Juan Speltid: 2h:36 - Åskådare: 4 500 | Puerto Rico | 2 - 3 | Dominikanska republiken | 25-19, 14-25, 24-26, 25-21, 8-15 |

#### Match om tredjepris
| oktober 2019 Coliseo Roberto Clemente, San Juan Speltid: 1h:30 - Åskådare: 2 800 | Puerto Rico | 0 - 3 | Kanada | 24-26, 13-25, 20-25 |

#### Final
| oktober 2019 Coliseo Roberto Clemente, San Juan Speltid: 2h:10 - Åskådare: 2 500 | Dominikanska republiken | 3 - 2 | USA | 25-19, 25-23, 15-25, 20-25, 15-9 |

### Spel om plats 5-8
|  | Matcher om 5-8:e plats | Matcher om 5-8:e plats |      |        | Match om femteplats  | Match om femteplats  |  |
|  |                        |                        |      |        |                      |                      |  |
|  | Costa Rica             | 0                      |      |        |                      |                      |  |
|  | Costa Rica             | 0                      |      |        |                      |                      |  |
|  | Mexiko                 | 3                      |      |        |                      |                      |  |
|  | Mexiko                 | 3                      |      | Mexiko | 3                    |                      |  |
|  |                        |                        |      | Mexiko | 3                    |                      |  |
|  |                        |                        | Kuba | 1      |                      |                      |  |
|  | Trinidad och Tobago    | 0                      | Kuba | 1      |                      |                      |  |
|  | Trinidad och Tobago    | 0                      |      |        |                      |                      |  |
|  | Kuba                   | 3                      |      |        | Match om sjundeplats | Match om sjundeplats |  |
|  | Kuba                   | 3                      |      |        |                      |                      |  |
|  |                        |                        |      |        |                      |                      |  |
|  |                        |                        |      |        | Costa Rica           | 3                    |  |
|  |                        |                        |      |        | Costa Rica           | 3                    |  |
|  |                        |                        |      |        | Trinidad och Tobago  | 0                    |  |

#### Matcher om 5-8:e plats
| oktober 2019 Coliseo Roberto Clemente, San Juan Speltid: 1h:17 - Åskådare: 100 | Costa Rica          | 0 - 3 | Mexiko | 14-25, 11-25, 17-25 |
| oktober 2019 Coliseo Roberto Clemente, San Juan Speltid: 1h:10 - Åskådare: 300 | Trinidad och Tobago | 0 - 3 | Kuba   | 18-25, 20-25, 9-25  |

#### Match om sjundeplats
| oktober 2019 Coliseo Roberto Clemente, San Juan Speltid: 1h:15 - Åskådare: 100 | Costa Rica | 3 - 0 | Trinidad och Tobago | 25-19, 25-21, 25-19 |

#### Match om femteplats
| oktober 2019 Coliseo Roberto Clemente, San Juan Speltid: 1h:43 - Åskådare: 250 | Mexiko | 3 - 1 | Kuba | 25-20, 25-20, 17-25, 25-22 |

## Slutplaceringar
| Pos. | Lag                     | Kvalificerade för                 |
| ---- | ----------------------- | --------------------------------- |
|      | Dominikanska republiken | —                                 |
|      | USA                     | —                                 |
|      | Kanada                  | Nordamerikanskt kval till OS 2020 |
| 4    | Puerto Rico             | Nordamerikanskt kval till OS 2020 |
| 5    | Mexiko                  | Nordamerikanskt kval till OS 2020 |
| 6    | Kuba                    |                                   |
| 7    | Costa Rica              |                                   |
| 8    | Trinidad och Tobago     |                                   |

## Individuella utmärkelser
| Utmärkelse              | Namn                 | Lag                     |
| ----------------------- | -------------------- | ----------------------- |
| Mest värdefulla spelare | Brayelin Martínez    | Dominikanska republiken |
| Bästa poängvinnare      | Andrea Rangel        | Mexiko                  |
| Bästa servare           | Bethania de la Cruz  | Dominikanska republiken |
| Bästa försvarare        | Justine Wong-Orantes | USA                     |
| Bästa mottagare         | Shara Venegas        | Puerto Rico             |
| Bästa passare           | Jordyn Poulter       | USA                     |
| Bästa högerspiker       | Karsta Lowe          | USA                     |
| Bästa vänsterspiker     | Kimberly Hill        | USA                     |
| Bästa vänsterspiker     | Alexa Gray           | Kanada                  |
| Bästa center            | Neira Ortiz          | Puerto Rico             |
| Bästa center            | TeTori Dixon         | USA                     |
| Bästa libero            | María José Castro    | Costa Rica              |